# 御室
御室（おむろ）は、京都府京都市右京区にある一地名。
宇多天皇（当時期は法皇位）の創建にして真言宗御室派の総本山、門跡寺院でもあるところの、仁和寺の雅称及び住職（門跡）の雅称。
加えて、仁和寺一帯を指す地名である。

## 地名
もとは葛野郡御室門前村。1881年に御室村と改称。1889年の町村制施行により花園村大字御室となる。1931年の京都市編入により新設の右京区の町名として以下の7町を起立。
- 御室住吉山町（おむろ すみよしやま ちょう）	〒616-8091
- 御室大内（おむろ おおうち）		〒616-8092
- 御室竪町（おむろ たて まち）		〒616-8093
- 御室小松野町（おむろ こまつの ちょう）	〒616-8094
- 御室芝橋町（おむろ しばはし ちょう）	〒616-8095
- 御室岡ノ裾町（おむろ おかのすそ ちょう）	〒616-8096
- 御室双岡町（おむろ ならびがおか ちょう）	〒616-8097

## 御室御所
御室の名の由緒は、醍醐天皇の延喜4年（904年）、宇多法皇が仁和寺に「御室」を造営し、起居する御所としたことから、その建物が「御室御所」と呼ばれ、やがては仁和寺の別称となったものとされている。さらに、仁和寺の住持である門跡の称号としても用いられた。それが仁和寺一帯の地名として定着したものである。仁和寺の住持は宇多法皇の崩御後はしばらくは子孫である宇多源氏が務めていたが、三条天皇の皇子である性信入道親王が入ってから明治維新まで出家した皇族（入道親王もしくは法親王）が務めること門跡寺院となった（摂関家出身の法助を除く）。
ただし、御室が仁和寺の別称として定着したのは院政期であり、10世紀から11世紀には他の有力寺院でも天皇の親族など高貴な出自（貴種）を持つ住持は「御室」と呼ばれていた。例えば、宇多法皇の孫でかつ直弟子でもあった寛朝を別当に迎えた東大寺では寛朝を「御室」と尊称し、続いて別当になった花山天皇の2人の皇子（深観・覚源）も同様に尊称され、更に深観の後任で覚源の前任者であった有慶も参議藤原有国の子ながら寛朝・深観の後継者として特に「御室」の尊称で呼ばれていた例が知られている。

## オムロン創業の地

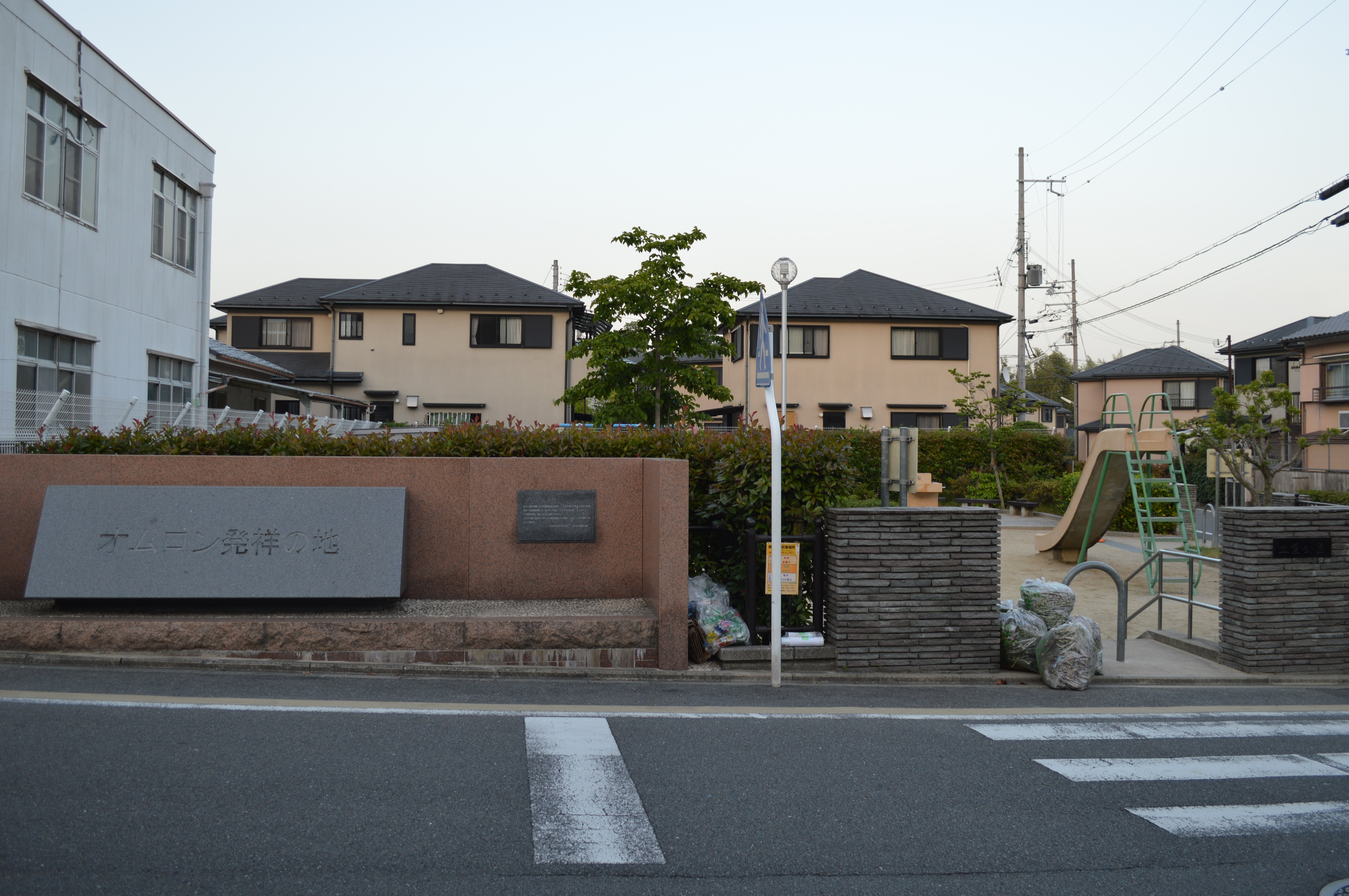
「オムロン発祥の地」の碑

御室は、オムロンの創業地としても知られており、社名の由来にもなっている。現在、オムロンの跡地は住宅地となっているが、創業記念碑が建立されている。

## 近隣地
現在の当地は風光明媚で閑静な住宅地として知られ、最寄り駅は京福電気鉄道北野線の御室仁和寺駅である。
仁和寺の東には「きゅうり封じ」で知られる蓮華寺があり、仁和寺の北には御室八十八ヶ所霊場がある。南には卜部兼好が晩年を過ごした地で庵を結んだ双ヶ丘がある。